# Trastorno generalizado del desarrollo
El trastorno generalizado del desarrollo (TGD) era una categoría incluida en el DSM-IV de 1994 y se dividía en cinco subcategorías:
1. síndrome autista (autismo de Kanner).
2. síndrome de Rett
3. trastorno desintegrativo de la infancia
4. síndrome de Asperger
5. trastorno generalizado del desarrollo no especificado[1]

En el DSM III (1980) se consideraba una sola categoría, la de "autismo infantil", siendo la primera edición de este manual que incluyó el trastorno; anteriormente, aunque el autismo había sido ya identificado como entidad específica, los comportamientos autistas eran asimilados a la esquizofrenia.
En el DSM-5, el término "trastorno generalizado del desarrollo" es sustituido por el de trastornos del espectro autista, sin subcategorías, y se excluyen de él el síndrome de Rett y el trastorno desintegrativo de la infancia.

## Definición
Para el CIE-10, los TGD (código F84) se definen como un grupo de trastornos caracterizados por alteraciones cualitativas de las interacciones sociales recíprocas y modalidades de comunicación así como por un repertorio de intereses y de actividades restringido, estereotipado y repetitivo. Estas anomalías cualitativas constituyen una característica persuasiva del funcionamiento del sujeto, en todas las situaciones.

## Etiología
La etiología es referida al origen o causa de la forma de ser. En el autismo, a fecha de hoy, no se conoce una causa única o una causa confirmada asociada al trastorno, sino que se piensa en que es una entidad multietiológica, es decir, que puede ser originada por diversos factores, que apuntan desde posibles causas genéticas, toxicológicas e inmunológicas entre otras.

## Cuadro clínico
Los trastornos generalizados del desarrollo (TGD) tienen en común una asociación de síntomas conocida con el nombre de tríada de Wing, del nombre de la investigadora inglesa que probó mediante un estudio clínico y estadístico que esta asociación de tres categorías de síntomas aparecía más a menudo que la simple casualidad, porque se trataba de un síndrome (conjunto de síntomas que actúan en conjunto). Son:
1. trastornos de la comunicación verbal y no verbal
2. trastornos de las relaciones sociales
3. centros de interés restringidos y/o conductas repetitivas

La gravedad de los síntomas varía de una persona a otra (de ahí la subdivisión actual en 5 categorías). Es variable en el transcurso de la vida, con una relativa tendencia espontánea a la mejora incluso en ausencia de una responsabilidad educativa específica, pero esta evolución espontánea favorable sigue en general siendo muy modesta salvo en las formas menos severas, y excluyendo el síndrome de Rett, cuya evolución neurológica es particular. Por tanto, es posible que varias personas que presenten dificultades de intensidad muy variables reciban el diagnóstico de TGD. De ahí la noción de «espectro autista» para designar la extensión de los trastornos característicos de los TGD.
La clasificación DSM-IV permite utilizar el diagnóstico de «trastorno generalizado del desarrollo no especificado» (TGD-NE) para dar cuenta de situaciones en que los trastornos no están presentes más que en dos de las tres categorías de síntomas, o hasta en una sola de los tres. Muchas personas presentan alteraciones en las tres áreas del desarrollo: interacción social, comunicación y conducta pero no presentan las características claras para poder definirlas en los criterios clínicos para un trastorno específico, el sujeto presenta las tres principales áreas del desarrollo afectadas pero no manifiesta los comportamientos descritos en los 4 trastornos específicos, solo presenta unas pocas conductas de alguno de estos trastornos, es decir, presenta «rasgos» de conducta, lo que no alcanza para incluirlo en ninguno de ellos, por ello, es llamado «trastorno residual», es decir, en un trastorno generalizado del desarrollo no especificado, es una traducción del inglés de las siglas PDD NOS (pervasive developmental disorder not otherwise specified: ‘trastornos pervasivos del desarrollo no especificado’). Para llegar a la conclusión de que un niño tiene un PPD NOS se realiza un diagnóstico diferencial, es decir, se descartan el autismo y el síndrome de Asperger.
Así, los trastornos de comunicación pueden ir del mutismo total con incomprensión del lenguaje hablado y escrito y ausencia de mímicas congruentes al humor, a dificultades de comunicación que se engloban esencialmente en la comunicación verbal (en particular en el aspecto de la comprensión de los mensajes implícitos) y no verbal (comunicación gestual, expresiones del rostro) y en la adaptación al interlocutor. En estos casos, el vocabulario puede ser incluso preciso, hasta pedante, y el tono de voz o la entonación pueden parecer extraños, pero no son criterios obligatorios. Los trastornos de la socialización pueden ir desde la ausencia de búsqueda de contactos sociales (incluso para satisfacer necesidades fisiológicas como el hambre), hasta situaciones en las que la persona intenta tener amigos pero no sabe cómo hacerlo, o bien es presa fácil de la picardía de los demás debido a una gran ingenuidad (muy superior a la que se podrían esperar en una persona de la misma edad y CI similar).
Finalmente, los centros de interés restringidos y las conductas repetitivas pueden variar también, desde situaciones en las que la persona no se va a ocupar más que de conductas repetitivas y no funcionales (actividad de recuento, estereotipias gestuales, tics, muecas, deambulación, etc.) hasta perseverancias, dificultades en abordar otros asuntos de conversación aparte de los centros de interés de la persona, o compulsiones, obsesiones que pueden evocar a primera vista un trastorno obsesivo-compulsivo. En las formas menos severas de TGD sucede que la persona afectada se dé cuenta del carácter fuera de lo común de sus centros de interés, y desarrolla estrategias para disimularlos, o disminuir el impacto sobre su vida social.
No es excepcional encontrar a varias personas afectadas de trastornos generalizados del desarrollo a diferentes grados en una misma familia.
Algunas características particulares
- Comienza antes de los 36 meses.
- Clara falta de respuesta a los demás (no fija la mirada, no responde a besos, caricias).
- Deficiencias en el desarrollo del lenguaje.
- Si hay lenguaje, tiene un patrón especial, con ecolalia inmediata o demorada, lenguaje metafórico o inversión de pronombres.
- Respuesta extraña a diferentes aspectos del ambiente: resistencia al cambio e interés o vínculos con ciertos objetos.
- Dificultades en la percepción del cuerpo.
- Ausencia de conductas comunicativas para compartir experiencia.
- Pensamiento estructurado.
- Diferentes posibilidades de aprendizaje.